# Стартер (світлотехніка)

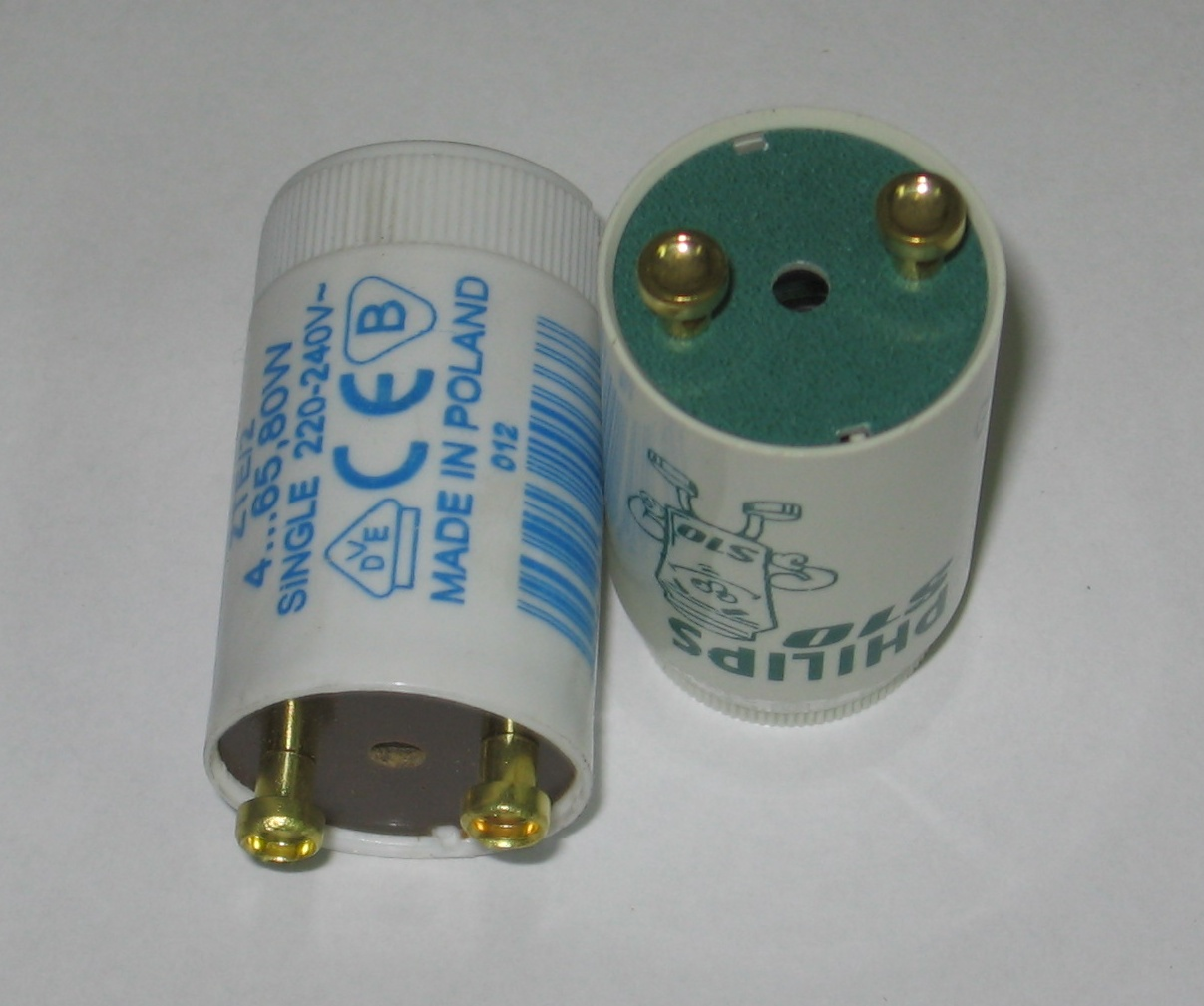

Схема під'єднання (S) — стартер

Ста́ртер — пристрій у світлотехніці, призначений для запалення газорозрядних ламп шляхом підігріву їх електроду. Поділяються за напругою мережі, потужністю ламп та конструкцією.
Принцип дії стартера оснований на нелінійності вольт-амперної характеристики розряду в газах. При подачі живлення на газорозрядну лампу напруги живлення лампи недостатньо для іонізації газу у лампі, отже її опір великий, а струм через неї практично відсутній. При цьому напруга живлення лампи подається на стартера, включений через спіралі розжарення лампи паралельно лампі. Цієї напруги достатньо для спрацьовування стартера, в результаті через нього та спіралі розжарювання лампи протікає струм, який розігріває спіралі, що, в свою чергу, призводить до іонізації газу в лампі і падіння його опору. В результаті в лампі починається газовий розряд, напруга на ній падає і стартер відключається.
Поширені дві конструкції стартерів: на газорозрядній лампі та електронний.
За робочою напругою поділяються на напругу 220 та 127 вольт. Стартери на напругу 127 вольт також використовують у мережі 220 вольт при послідовному включенні ламп.
Поділ за напругою спрацьовування дозволяє застосовувати стартери для запалення газорозрядних ламп різної потужності.